# Своеземцевы
Своеземцевы — новгородский боярский и посадничий род, принадлежащий, наряду с Анциферовичами, к богатейшим родам Великого Новгорода и игравший в его судьбе заметную роль.

## История рода
Основатель рода своеземец Василий Матвеев. Он владел землями на реке Ловать, в Ясеничах и на Цне (Сне). В Новгороде, в Славянском конце, на Нутной улице, имел собственный двор и вел бойкую торговлю в Хопылском ряду. В 1315 году Василий Матвеев купил на Ваге огромную территорию, прилегавшую к Шенкурскому погосту. В «мировой грамоте», подписанной четырьмя чудскими старостами — Азикой, Харагинцем, Ровдой и Игнатцем.
Этой покупкой Василия Матвеева Новгород Великий закреплял за собой нижнюю часть бассейна Ваги. Границы владений Своеземцевых в Кокшеньге 40-х годов XV века складывались следующим образом. Василию Федоровичу принадлежали земли около монастыря святого Федора и вниз по Кокшеньге — от ручья, что тек под монастырь; на Заячьей реке — два не названных в грамоте села и третье — Петроково, в Хавденицах — села по Плоскую лужу; в Мадовеси (по-современному: в Мадовицах) — села от речки Поцы до речки Сальниковой. Василий Степанович, являвшийся в то время воеводой на Ваге, получил значительно большую вотчину: от монастыря святого Федора его земли тянулись до речки Конедриной; в Хавденицах — от Плоской лужи по Высокой горе (современное Высогорье) и за Омелфой рекой до реки Поцы; в Мадовицах — от речки Сальниковой до Спасского погоста. В Верхнем Спасе он владел Большим селом (ныне д. Нижняя Паунинская), селом Илькинским (д. Слободка) и селами в Наволоке. В эти «боярщины» входили не только села, но и «тых сел пожни и лесы, и полешние лесы, и страдные земли, и ловища».
Одним словом, владения Своеземцевых на Кокшеньге и Кулое по своим размерам превышали многие западноевропейские герцогства. Только по населенности они, конечно, уступали последним. В свое время С. Ф. Томилов в книге «Север в далеком прошлом» подметил: «Владения Борецких в Беломорье, а Своеземцевых на Ваге были поистине необозримы». Сами Своеземцевы жили, как правило, в Новгороде, лишь временами наезжая для ревизии в свои важские и кокшеньгские владения. Землями в их отсутствие управляли назначаемые ими приказчики, бирючи и кунщики, которые беспощадно взыскивали с русской «челяди дерноватой» и с чуди-половников натуральный оброк (зерно, мясо, рыбу, лен), куны (куньи и собольи меха, заменявшие в то время деньги) и брали дары для бояр и для себя.

## Представители рода
- Василий Матвеев
- Степан Васильевич
- Василий Степанович Своеземцев